# A Holland Antillák címere

A Holland Antillák címere (1986-2010)

A Holland Antillák címere (1964-1986)

A Holland Antillák címere egy vörös szegélyű, aranyszínű pajzs, amelyen négy kék színű ötágú csillagot ábrázoltak, mely a Holland Antillák négy szigetét jelképezi (Bonaire, Curaçao, Saba, Sint Eustatius). A pajzsot a holland királyi korona díszíti, alul aranyszínű szalagra írták a mottót, kék betűkkel: „Libertate Unanimus” (Szabadságban egyesüljünk).